# Liste der Monuments historiques in Villers-aux-Bois
Die Liste der Monuments historiques in Villers-aux-Bois führt die Monuments historiques in der französischen Gemeinde Villers-aux-Bois auf.

## Liste der Immobilien
| Bezeichnung       | Beschreibung            | Standort              | Kennzeichnung | Schutzstatus | Datum | Bild |
| ----------------- | ----------------------- | --------------------- | ------------- | ------------ | ----- | ---- |
| Château Soulières | aus dem 17. Jahrhundert | Rue du Château (Lage) | PA00078901    | Inscrit      | 1980  |      |